# Museo Monográfico de Tiermes
El Museo Monográfico de Tiermes es un museo ubicado en Montejo de Tiermes (Soria), España, forma parte del Yacimiento-Museo de Tiermes y está adscrito como sección filial al Museo Numantino de Soria. Tiene su sede en uno de los edificios anexos al yacimiento y está dedicado a reunir y exponer in situ los materiales arqueológicos procedentes de las excavaciones arqueológicas de las ruinas de la ciudad celtíbera, romana y medieval de Tiermes.

## Historia
Las primeras primeras noticias del yacimiento de Tiermes se deben a Nicolás Rabal en 1888, y durante la primera mitad del siglo XX diversos investigadores realizaron estudios que mostraron la importancia del sitio. Pero será a partir de 1975 cuando se realiza un plan sistemático de investigación que ha continuado durante el siglo XXI con el proyecto "Life Tiermes" (2003-2006) y "Tiermes. Laboratorio Cultural", iniciado en 2011 por la Junta de Castilla y León.
Estas campañas arqueológicas fueron creando una infraestructura de edificaciones en las inmediaciones del yacimiento que soportan las tareas de conservación, investigación y comunicación correspondientes. Entre ellos se encuentra la casa museo, que alberga el Museo Monográfico de Tiermes, en la que conservar y exponer al público los materiales procedentes de las excavaciones. Fue creado en 1983 e inaugurado el 9 de junio de 1986.

## Sede
El edificio que contiene el Museo Monográfico fue proyectado por Francisco de Gracia con el objetivo de dar cabida tanto a actividades relacionadas con el trabajo arqueológico como a la divulgación del conocimiento y la exposición de objetos procedentes del yacimiento. Está constituido por un rectángulo con columnas perimetrales, en una sola planta, de color rojizo, con la intención de no destacar en el paisaje en que se ubica. Su interior repite una malla geométrica cuadrada que componen dos áreas de similar superficie, la primera constituye el museo en una sala rectangular de 200 m² con la flexibilidad suficiente para albergar distintos tipos de exposiciones, y la segunda, la casa, que contiene área de reuniones por un lado y de residencia por otro con capacidad para equipos de hasta 16 personas.

## Administración
El Museo Monográfico de Tiermes se creó en 1983 con titularidad estatal y adscrito como sección filial al Museo Numantino de Soria, a cuyo cargo estará la Dirección del museo, que quedó integrado a efectos económico-administrativos en el Patronato Nacional de Museos.

## Colecciones
En el Museo se exponen de forma periódica los materiales procedentes de las excavaciones para la divulgación de la cultura celtibérica a través de sus exposiciones. Contiene, entre otros artefactos, armas, adornos de bronce y cerámicas, de los siglos VI al III a. C. principalmente, aunque también contiene piezas romanas y medievales.